# Prabhu Deva Sundaram
Prabhu Deva Sundaram, connu sous le nom de Prabhu Deva (né le 3 avril 1973) est un chorégraphe, réalisateur, producteur et acteur de danse indien, qui a principalement travaillé dans des films en Tamoul, Hindi et Télougou.
Ses pas de danse lui ont valu le surnom de « Michael Jackson indien ». Il a interprété et conçu un large éventail de styles de danse et a remporté deux  National Film Awards en tant que meilleur chorégraphe pour les films Minsara Kanavu (1997) et Lakshya (2004). Il a également reçu le prix Padma Shri en 2019 pour sa contribution à l'art.
Commençant par une série de rôles d'acteur dans les années 1990, avec le film Indhu (1994)  a figuré dans plusieurs films à succès commerciaux dont Kadhalan (1994), Love Birds (1996),  Minsara Kanavu (1997), Kaathala Kaathala (1998), Vanathai Pola (2000), Pennin Manathai Thottu (2000) et Engal Anna (2004).
Il a ensuite fait des apparitions dans des rôles de soutien et des films à petit budget en Télougou. Il s'est ensuite aventuré avec succès avec le film de 2005 Nuvvostanante Nenoddantana, et le succès du projet a incité de nouvelles offres pour Deva en tant que réalisateur. Il a ensuite réalisé des films très rentables tels que Pokkiri (2007), Shankar Dada Zindabad (2007), Wanted (2009), Rowdy Rathore (2012) et Singh is Bling (2015).

## Biographie
Prabhu Deva est né à Mysore, Karnataka, le 3 avril 1973, à Mugur Sundar et Mahadevamma Sundar. Inspiré par son père Mugur Sundar, chorégraphe de films du sud de l'Inde, il se lance dans la danse, apprenant des formes de danse classique indienne comme le Bharatanatyam de Dharmaraj et Udupi Lakshminarayanan ainsi que des styles occidentaux. Raju Sundaram et Nagendra Prasad sont ses frères.
Deva est apparu pour la première fois comme un garçon jouant de la flûte dans la chanson "Panivizhum Iravu", du film tamoul Mouna Ragam (1986). Il est ensuite apparu comme danseur de fond pour une chanson dans le film tamoul Agni Natchathiram de 1988. La première aventure de Deva en tant que chorégraphe fut la vedette de Kamal Haasan Vetri Vizha (1989). Il a depuis chorégraphié plus de 100 films. De la chorégraphie, il est devenu acteur.
En 1999, Deva, Shobhana et A. R. Rahman se sont produits avec une troupe de danse de cinéma tamoul au concert hommage à Michael Jackson "MJ & Friends" à Munich, en Allemagne. Depuis 2010, il est président et directeur de la Prabhu Deva's Dance Academy à Singapour.

## Filmographie

### Réalisateur
| Année | Film                       | Langue   | Notes                                                               |
| ----- | -------------------------- | -------- | ------------------------------------------------------------------- |
| 2005  | Nuvvostanante Nenoddantana | Télougou |                                                                     |
| 2006  | Pournami                   | Télougou |                                                                     |
| 2007  | Pokkiri                    | Tamoul   | Remake de Pokiri (Télougou)                                         |
| 2007  | Shankardada Zindabad       | Télougou |                                                                     |
| 2009  | Villu                      | Tamoul   |                                                                     |
| 2009  | Wanted                     | Hindi    | Remake de Pokiri (Télougou)                                         |
| 2011  | Engeyum Kaadhal            | Tamoul   |                                                                     |
| 2011  | Vedi                       | Tamoul   |                                                                     |
| 2012  | Rowdy Rathore              | Hindi    | Remake de Vikramarkudu (Télougou)                                   |
| 2013  | Ramaiya Vastavaiya         | Hindi    | Remake de Nuvvostanante Nenoddantana (Télougou) - Avec Girish Kumar |
| 2013  | R... Rajkumar              | Hindi    |                                                                     |
| 2014  | Action Jackson             | Hindi    |                                                                     |
| 2015  | Singh Is Bliing            | Hindi    |                                                                     |
| 2019  | Dabangg 3                  | Hindi    | Apparence spéciale dans la chanson "Munna Badnam Hua"               |
| 2021  | Radhe                      | Hindi    |                                                                     |

### Producteur
| Année | Film      | Réalisateur  | Langue | Notes             |
| ----- | --------- | ------------ | ------ | ----------------- |
| 2016  | Devi      | A. L. Vijay  | Tamoul |                   |
| 2017  | Bogan     | Lakshman     | Tamoul |                   |
| 2018  | Sometimes | Priyadarshan | Tamoul | Direct vers vidéo |

### Acteur
| Année | Film                             | Langue     | Role                                      | Notes                               |
| ----- | -------------------------------- | ---------- | ----------------------------------------- | ----------------------------------- |
| 1994  | Indhu                            | Tamoul     | Pattasu                                   | Debut en tant qu'acteur             |
| 1994  | Kaadhalan                        | Tamoul     | Prabhu                                    |                                     |
| 1995  | Raasaiyya                        | Tamoul     | Raasaiyya                                 |                                     |
| 1996  | Love Birds                       | Tamoul     | Arun                                      |                                     |
| 1996  | Mr. Romeo                        | Tamoul     | Romeo, Madras                             |                                     |
| 1997  | Minsara Kanavu                   | Tamoul     | Deva                                      |                                     |
| 1997  | VIP                              | Tamoul     | Guru                                      |                                     |
| 1998  | Naam Iruvar Nammaku Iruvar       | Tamoul     | Prabhu, Deva                              |                                     |
| 1998  | Love Story 1999                  | Télougou   | Vamsi                                     |                                     |
| 1998  | Kaathala Kaathala                | Tamoul     | Sundaralingam                             |                                     |
| 1999  | Ninaivirukkum Varai              | Tamoul     | Janakiraman (Jani)                        |                                     |
| 1999  | Suyamvaram                       | Tamoul     | Kanna                                     |                                     |
| 1999  | Time                             | Tamoul     | Srininvasa Murthy                         |                                     |
| 2000  | Vaanathaippola                   | Tamoul     | Selvakumar                                |                                     |
| 2000  | Eazhaiyin Sirippil               | Tamoul     | Ganesan                                   |                                     |
| 2000  | James Pandu                      | Tamoul     | James                                     |                                     |
| 2000  | Pennin Manathai Thottu           | Tamoul     | Sunil                                     |                                     |
| 2000  | Doubles                          | Tamoul     | Prabhu                                    |                                     |
| 2001  | Nila Kaalam                      | Tamoul     | Ashok                                     | Télévision Film; Apparence d'invité |
| 2001  | Ullam Kollai Poguthae            | Tamoul     | Anbu                                      |                                     |
| 2001  | Alli Thandha Vaanam              | Tamoul     | Sathyam                                   |                                     |
| 2001  | Manadhai Thirudivittai           | Tamoul     | Deva                                      |                                     |
| 2002  | Charlie Chaplin                  | Tamoul     | Thiru                                     |                                     |
| 2002  | H2O                              | Kannada    | Vairamuthu                                |                                     |
| 2002  | Santosham                        | Télougou   | Pawan                                     |                                     |
| 2002  | One Two Three                    | Tamoul     | Sathya                                    |                                     |
| 2002  | Manasella Neene                  | Kannada    | Judge                                     | Apparence d'invité                  |
| 2002  | Agni Varsha                      | Hindi      | Rakshasha                                 |                                     |
| 2002  | Thotti Gang                      | Télougou   | Suri Babu                                 |                                     |
| 2003  | Kalyana Ramudu                   | Télougou   | Rajesh                                    |                                     |
| 2003  | Alaudin                          | Tamoul     | Alaudin                                   |                                     |
| 2003  | Oka Radha Iddaru Krishnula Pelli | Télougou   | Murugan                                   |                                     |
| 2004  | Engal Anna                       | Tamoul     | Kannan                                    |                                     |
| 2004  | Tapana                           | Télougou   | Venu                                      |                                     |
| 2004  | Intlo Srimathi Veedhilo Kumari   | Télougou   | Gopal                                     |                                     |
| 2004  | Andalu Dongale Dorikithe         | Télougou   | Bujji                                     |                                     |
| 2006  | Style                            | Télougou   | Ganesh                                    |                                     |
| 2006  | Chukkallo Chandrudu              | Télougou   | Sharat                                    | Apparence d'invité                  |
| 2006  | Naayudamma                       | Télougou   | Prabhu                                    |                                     |
| 2007  | Prarambha                        | Kannada    | Puttaswamy Gowda                          | Court métrage                       |
| 2008  | Michael Madana Kamaraju          | Télougou   | Michael, Ravi                             |                                     |
| 2011  | Urumi                            | Malayalam  | Vavvali                                   |                                     |
| 2013  | ABCD : Tout le monde peut danser | Hindi      | Vishnu                                    |                                     |
| 2014  | Happy New Year                   | Hindi      | Professeur de danse                       | Apparence d'invité                  |
| 2015  | ABCD 2                           | Hindi      | Vishnu                                    |                                     |
| 2016  | Devi                             | Tamoul     | Krishna Kumar                             | Film Trilingue                      |
| 2016  | Abhinetri                        | Télougou   | Krishna Kumar                             | Film Trilingue                      |
| 2016  | Tutak Tutak Tutiya               | Hindi      | Krishna Kumar                             | Film Trilingue                      |
| 2017  | Kalavaadiya Pozhuthugal          | Tamoul     | Porchezhiyan                              |                                     |
| 2018  | Gulaebaghavali                   | Tamoul     | Badri                                     |                                     |
| 2018  | Mercury                          | Silencieux | Homme aveugle                             | Cinéma muet                         |
| 2018  | Lakshmi                          | Tamoul     | Krishna / VK                              |                                     |
| 2019  | Charlie Chaplin 2                | Tamoul     | Thiru                                     |                                     |
| 2019  | Devi 2                           | Tamoul     | Krishna Kumar / Alex Britto / Ranga Reddy | Film Bilingue                       |
| 2019  | Abhinetri 2                      | Télougou   | Krishna Kumar / Alex Britto / Ranga Reddy | Film Bilingue                       |
| 2019  | Khamoshi                         | Hindi      | Dev                                       |                                     |
| 2020  | Street Dancer 3D                 | Hindi      | Ram Prasad Anna                           |                                     |
| 2021  | Pon Manickavel                   | Tamoul     | ACP Pon Manickavel                        | 50ème Film                          |
| 2022  | Theal                            | Tamoul     | Durai                                     |                                     |
| 2022  | My Dear Bootham                  | Tamoul     | Karkimuki, le Génie                       |                                     |
| 2022  | Poikkal Kuthirai                 | Tamoul     | Kathiravan                                |                                     |
| 2023  | Bagheera                         | Tamoul     | Bagheera Muralidharan                     |                                     |
| 2024  | Karataka Damanaka                | Kannada    | Basavaraju / Damanaka                     |                                     |
| 2024  | The Greatest of All Time         | Tamoul     | Kalyan Sundaram                           |                                     |
| 2024  | Petta Rap                        | Tamoul     | Balasubramaniam et lui-même               |                                     |
| 2024  | Jolly O Gymkhana                 | Tamoul     | Avocat Poongundran                        |                                     |
| 2025  | Badass Ravi Kumar                | Hindi      | Carlos Pedro Panther                      |                                     |

#### Danseur
| Année | Film                       | Chanson                 | Langue   |
| ----- | -------------------------- | ----------------------- | -------- |
| 1986  | Mouna Ragam                | "Panivizhum"            | Tamoul   |
| 1988  | Agni Natchathiram          | "Raja Rajadhi"          | Tamoul   |
| 1991  | Adhikari                   | "Naiyaandi Melam"       | Tamoul   |
| 1991  | Idhayam                    | "April Mayile"          | Tamoul   |
| 1992  | Unnai Vaazhthi Paadugiren  | "Ippodhum Nippen"       | Tamoul   |
| 1992  | Suriyan                    | "Laalaku Dol Dappima"   | Tamoul   |
| 1993  | Prathap                    | "Maanga Maanga"         | Tamoul   |
| 1993  | Rakshana                   | "Gallu Mandhi Basu"     | Télougou |
| 1993  | Ezhai Jaathi               | "Koduthalum Koduthanda" | Tamoul   |
| 1993  | Gentleman                  | "Chikku Bukku Rayile"   | Tamoul   |
| 1993  | Walter Vetrivel            | "Chinna Raasave"        | Tamoul   |
| 2000  | Pukar                      | "Kay Sera Sera"         | Hindi    |
| 2002  | Baba                       | "Kichchu Tha"           | Tamoul   |
| 2002  | Shakti                     | "Dumroo Baje Re"        | Hindi    |
| 2004  | Aabra Ka Daabra            | "Shiv Om"               | Hindi    |
| 2005  | Nuvvostanante Nenoddantana | "Paripoke Pitta"        | Télougou |
| 2006  | Pournami                   | "Koyo Koyo"             | Télougou |
| 2007  | Pokkiri                    | "Aadungada"             | Tamoul   |
| 2007  | Shankardada Zindabad       | "Jagadeka Veeruniki"    | Télougou |
| 2008  | Vaana                      | "Unnattaa Lenattaa"     | Télougou |
| 2009  | Villu                      | "Rama Rama"             | Tamoul   |
| 2009  | Wanted                     | "Jalwa"                 | Hindi    |
| 2010  | Pa. Ra. Palanisamy         | "Netru Adhu"            | Tamoul   |
| 2011  | Engeyum Kaadhal            | "Engeyum Kaadhal"       | Tamoul   |
| 2012  | Dhoni                      | "Vaangum Panathukkum"   | Tamoul   |
| 2012  | Dhoni                      | "Mattiloni Chettu"      | Télougou |
| 2012  | Rowdy Rathore              | "Chinta Ta Chita"       | Hindi    |
| 2012  | Oh My God                  | "Govinda"               | Hindi    |
| 2013  | Ramaiya Vastavaiya         | "Jadoo Ki Jhappi"       | Hindi    |
| 2013  | Boss                       | "Hum Na Tode"           | Hindi    |
| 2013  | R... Rajkumar              | "Gandi Baat"            | Hindi    |
| 2014  | Action Jackson             | "AJ"                    | Hindi    |
| 2019  | Dabangg 3                  | "Munna Badnaam Hua"     | Hindi    |
| 2022  | Lucky Man                  | "Baaro Raja"            | Kannada  |
| 2022  | Godfather                  | "Thar Mar"              | Télougou |

### Chanteur
| Année | Film                  | Chanson             | Langue | Notes                        |
| ----- | --------------------- | ------------------- | ------ | ---------------------------- |
| 1999  | Suyamvaram            | "Siva Siva Sankara" | Tamoul |                              |
| 2001  | Ullam Kollai Poguthae | "Kingda"            | Tamoul | Chante les portions de chœur |

### Paroles
| Année | Film              | Chanson         | Compositeur   | Langue |
| ----- | ----------------- | --------------- | ------------- | ------ |
| 2019  | Charlie Chaplin 2 | "Ivala Ivala"   | Amresh Ganesh | Tamoul |
| 2019  | Devi 2            | "Sokkura Penne" | Sam C. S.     | Tamoul |

## Awards
| Année | Awards                | Film                       | Langue   | Categorie             |
| ----- | --------------------- | -------------------------- | -------- | --------------------- |
| 1996  | National Film Award   | Minsara Kanavu             | Tamoul   | Meilleur chorégraphie |
| 2004  | National Film Award   | Lakshya                    | Hindi    | Meilleur chorégraphie |
| 2005  | Filmfare Award        | Lakshya                    | Hindi    | Meilleur chorégraphie |
| 2004  | Nandi Award           | Varsham                    | Télougou | Meilleur chorégraphie |
| 2005  | Filmfare Awards South | Nuvvostanante Nenoddantana | Télougou | Meilleur chorégraphie |
| 2007  | Vijay Awards          | Pokkiri                    | Tamoul   | Réalisateur préféré   |
| 2018  | Zee Cine Awards Tamil | Maari 2                    | Tamoul   | Meilleur chorégraphie |

### Civilisant Awards
- 2019 : Padma Shri pour sa contribution dans le domaine des arts
- 2015 : Kalaimamani Award